# Ulysse Nardin (Uhrmacher)

Ulysse Nardin (1823–1876), Bild um 1868

Ulysse Nardin (* 22. Januar 1823 in Le Locle; † 20. Februar 1876 ebenda) war ein Schweizer Uhrmacher.

## Leben
Ulysse Nardin entstammte einer hugenottischen Familie aus der französischen Département Haute-Saône. Seine Mutter war eine geborene Julie Matthey-Junod, sein Vater war Léonard-Frédéric Nardin. Nach seiner Ausbildung zum Uhrmacher in der Werkstatt von Frédéric-William DuBois in Le Locle, welcher auf Repetitionsuhren spezialisiert war, arbeitete er als Chronometermacher in dessen Betrieb und bei Louis Jean Richard-dit-Bressel. 
1846 eröffnete er eine eigene Werkstatt in Le Locle unter seinem Namen, Ulysse Nardin. Dort fertigte er zunächst Taschenuhren aller Arten, für deren Vielfalt und Qualität er 1862 auf der Weltausstellung in London ausgezeichnet wurde. 1858 unterstützte er die Gründung des Neuenburger Observatoriums und begann 1868 mit der Teilnahme an dessen Chronometerwettbewerben durch seine Präzisionstaschenuhren mit Ankerhemmung. Nach dem plötzlichen Tod Ulysse Nardins durch einen Herzanfall im Jahr 1876 übernahm sein 20-jähriger Sohn Paul-David Nardin (1855–1920) den Betrieb.